# 18 augustus
18 augustus is de 230ste dag van het jaar (231ste dag in een schrikkeljaar) in de gregoriaanse kalender. Hierna volgen nog 135 dagen tot het einde van het jaar.

## Gebeurtenissen
- Algemeen
  - 1513 - Johan II van Nassau-Beilstein wordt opgevolgd door zijn zoon Johan III en zijn broer Bernhard.
  - 1811 - Bij keizerlijk decreet beveelt de Franse keizer Napoleon eenieder in Nederland die nog geen geslachtsnaam heeft binnen een jaar een geslachtsnaam aan te nemen.
  - 1947 - Op een marinescheepswerf in Cádiz, Spanje, ontploft een munitieloods. 147 personen komen om het leven. Talloze huizen en gebouwen worden verwoest.
  - 1983 - Orkaan Alicia veroorzaakt veel schade en 22 doden in Texas.
  - 2011 - Op de eerste dag van de 26e editie van het Belgische muziekfestival Pukkelpop in Hasselt-Kiewit vallen tijdens een kortstondig noodweer vijf doden, tien zwaargewonden en 140 lichtgewonden. Het driedaagse festival wordt hierdoor op dag 1 stopgezet.
  - 2013 - De Sakurajima-vulkaan, in het zuiden van Japan, legt een dikke laag as over de stad Kagoshima.
  - 2023 - In Brits-Columbia (Canada) wordt vanwege aanhoudende bosbranden de noodtoestand uitgeroepen. In de steden Kelowna en West Kelowna worden duizenden mensen geëvacueerd. Ook in Yellowknife, de hoofdstad van de Northwest Territories, moeten mensen vluchten voor bosbranden.[1]

- Gezondheid
  - 2023 - Volgens de dagelijkse peiling van het Landelijk Coördinatiecentrum Patiënten Spreiding ligt er voor het voor het eerst sinds de uitbraak van de coronapandemie geen enkele covidpatiënt op de intensive care in Nederland.[2]

- Media
  - 1996 - Sport 7, een betaalzender van Endemol en KNVB begint haar uitzendingen op de Nederlandse kabel. Het project zal vier maanden duren en mislukt door te weinig belangstelling.
  - 2007 - De televisiezender RTL 8 wordt gelanceerd.

- Oorlog
  - 1941 - De eerste tweehonderd gevangenen komen aan in kamp Amersfoort. Het is een groep communisten die eerder waren geïnterneerd in kamp Schoorl.
  - 1943 - Nachtelijk bombardement op Peenemünde, uitgevoerd door de RAF onder de codenaam Operation Hydra.
  - 2017 - In het Spaanse Cambrils rijden terroristen in op het publiek. Er vindt een schietpartij plaats tussen de politie en de daders. De vijf daders worden gedood.

- Politiek
  - 1950 - Julien Lahaut een Belgisch politicus, wordt vermoord, waarschijnlijk omdat hij op 11 augustus 1950 tijdens de eedaflegging van Prins Boudewijn, 'Vive la république' zou hebben geroepen.
  - 1989 - De Colombiaanse presidentskandidaat en senator Luis Carlos Galán wordt bij een verkiezingsbijeenkomst in Soacha, 32 kilometer ten zuiden van de hoofdstad Bogota, doodgeschoten als hij op het podium staat.
  - 2017 - Venezuela's voormalige openbaar aanklager Luisa Ortega, een politieke tegenstander van president Nicolás Maduro, steekt de grens met Colombia over met een privévliegtuig.

- Sport
  - 1902 - Oprichting van de Oostenrijkse omnisportvereniging Grazer AK.
  - 1934 - Karel Kaers wordt in Leipzig de jongste wereldkampioen wielrennen ooit.
  - 1996 - PSV wint de eerste editie van de Johan Cruijff Schaal door Ajax met 3-0 te verslaan.
  - 2004 - Zwemster Jodie Henry uit Australië scherpt bij de Olympische Spelen in Athene het wereldrecord op de 100 meter vrije slag aan tot 53,52. De mondiale toptijd was sinds 31 maart 2004 met 53,66 in handen van haar landgenote Lisbeth Lenton.
  - 2006 - Bij atletiekwedstrijden in Zürich verbetert Bram Som het bijna 21 jaar oude Nederlands record van Rob Druppers op de 800 meter (1.43,56) met een tijd van 1.43,45.
  - 2013 - Feyenoord beleeft de slechtste competitiestart uit de geschiedenis van de voetbalclub uit Rotterdam-Zuid door ook de derde wedstrijd van het seizoen te verliezen: een 2-1 nederlaag tegen aartsrivaal Ajax.
  - 2013 - Kroonprins Frederik van Denemarken voltooit de beroemde triatlon Ironman in de hoofdstad Kopenhagen.
  - 2023 - De Nederlandse zeilsters Odile van Aanholt en Annette Duetz veroveren bij het WK Zeilen in Scheveningen (Nederland) een zilveren medaille in de 49er FX-klasse.[3]
  - 2023 - De Nederlandse rolstoelbasketbalsters worden voor de vierde achtereenvolgende keer Europees Kampioen door in de finale op de Europese kampioenschappen parasporten in Rotterdam het team van Groot-Brittannië met 58-36 te verslaan.[4][5]

- Wetenschap en technologie
  - 1868 - De Franse astronoom Pierre Jules César Janssen ziet tijdens het waarnemen van een totale zonsverduistering in India met behulp van een spectroscoop een helder gele lijn die niet overeenkomt met de bekende chemische elementen.[6]
  - 1868 - Er treedt een totale zonsverduistering op die waarneembaar is in onder meer India, maar niet vanuit Nederland en België. Deze verduistering is de 37e in Sarosreeks 133.[7]
  - 1877 - De Amerikaanse astronoom Asaph Hall ontdekt Phobos, een maan van de planeet Mars.[8]
  - 1960 - De eerste anticonceptiepil komt op de markt.

## Geboren

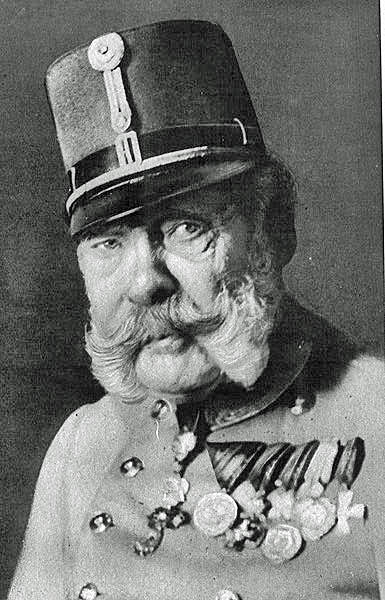
Frans Jozef I van Oostenrijk
geboren in 1830

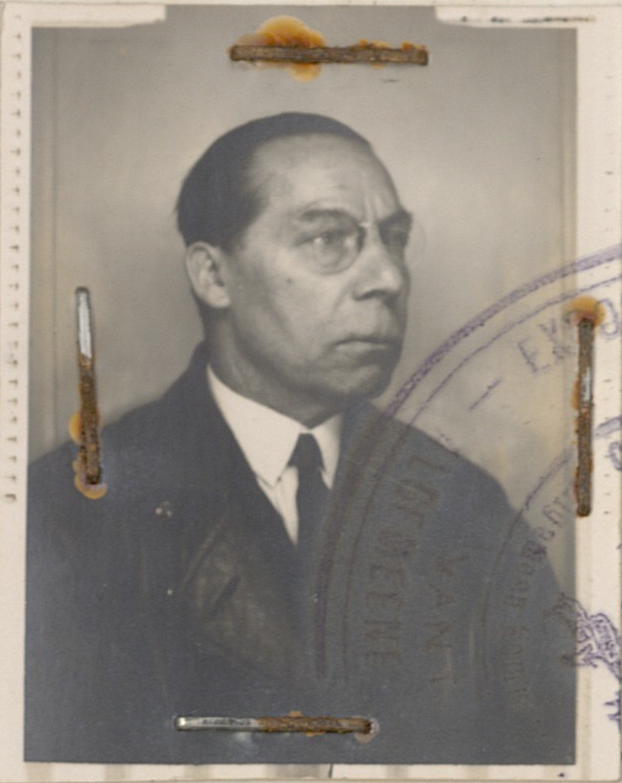
Gustav Grade
geboren in 1869

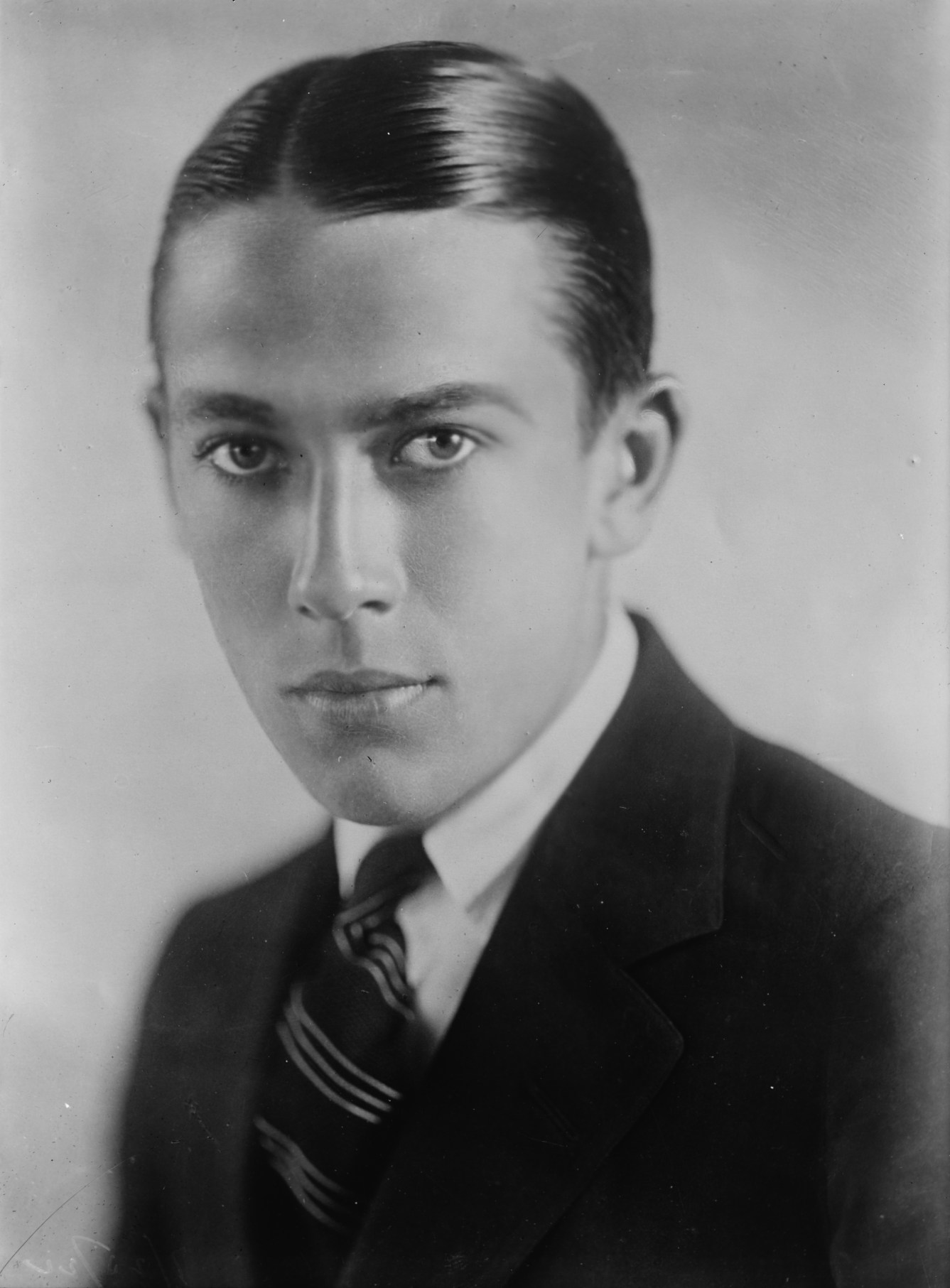
Jack Pickford
geboren in 1896

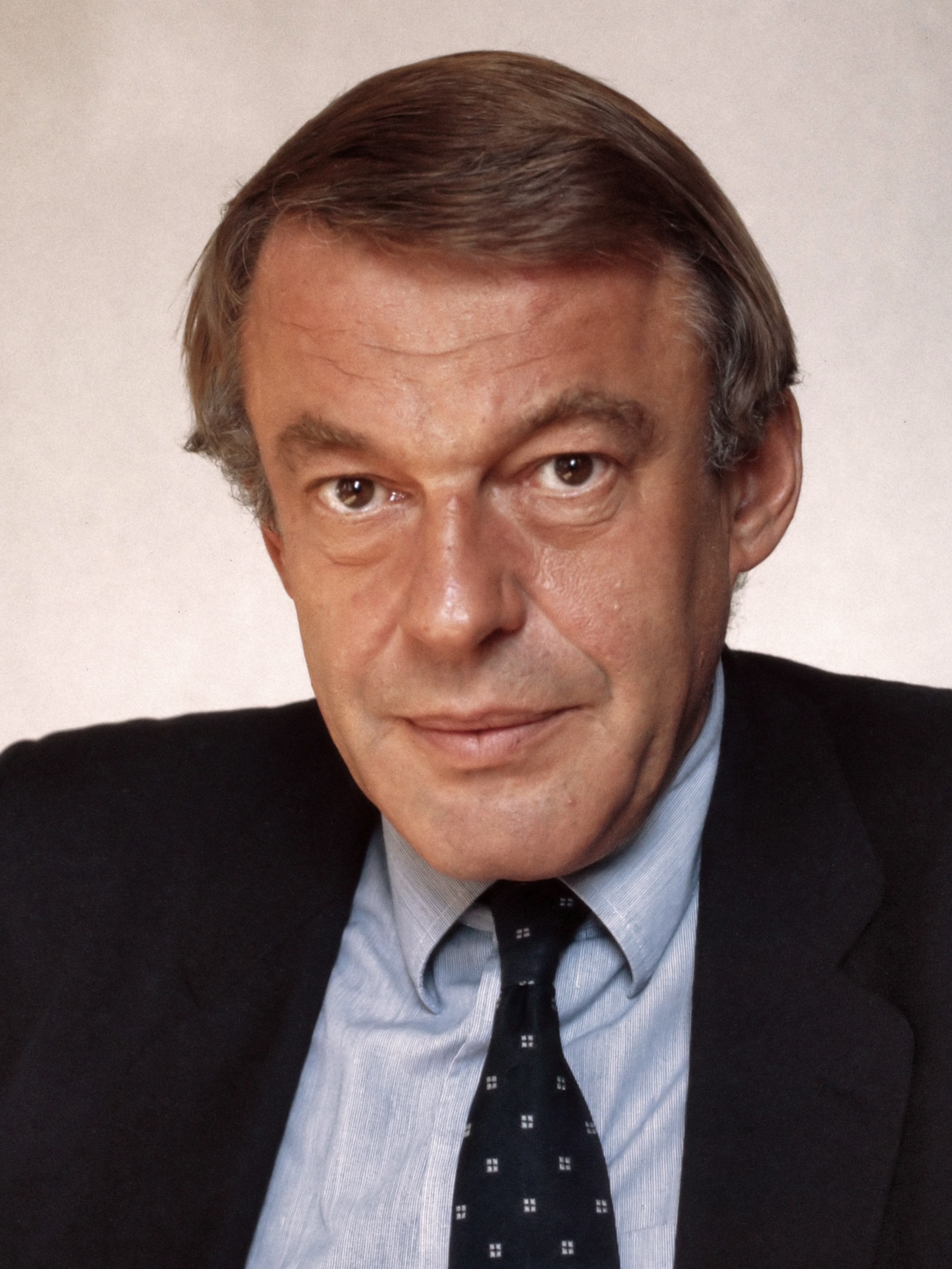
Hans van Mierlo
geboren in 1931

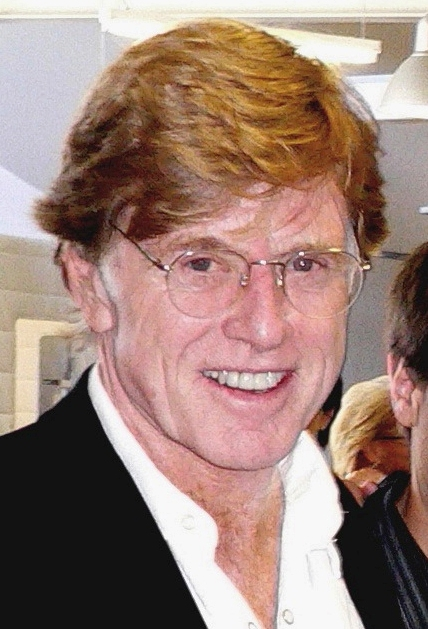
Robert Redford
geboren in 1936

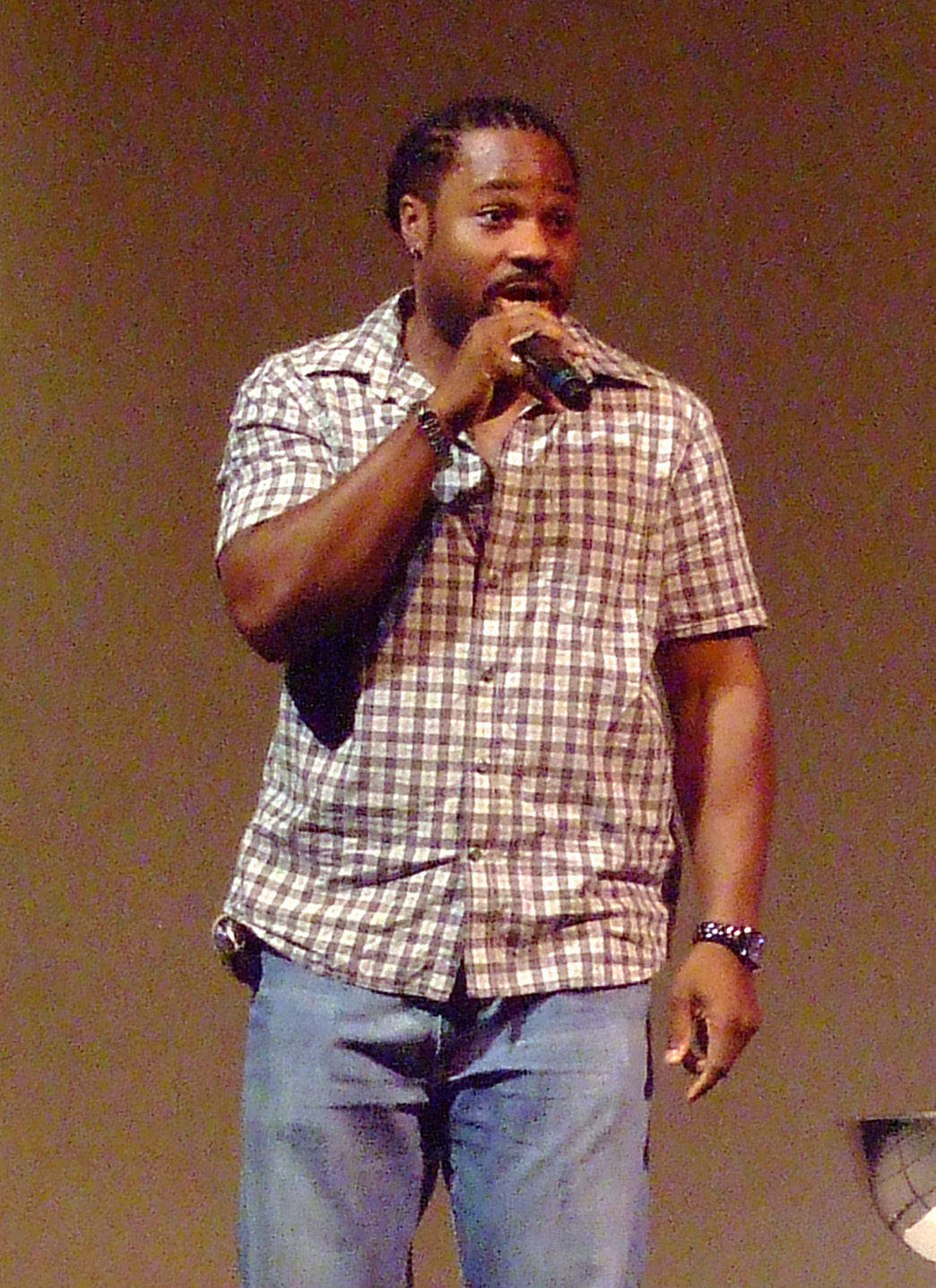
Malcolm-Jamal Warner
geboren in 1970

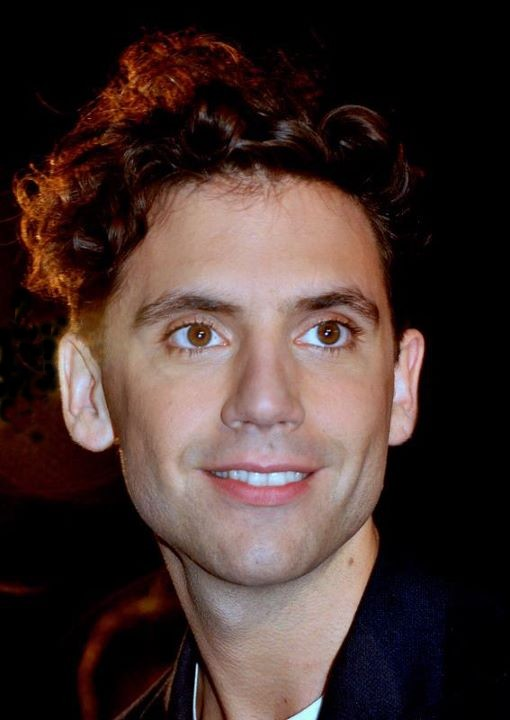
Mika
geboren in 1983

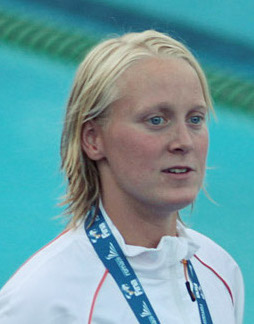
Inge Dekker
geboren in 1985

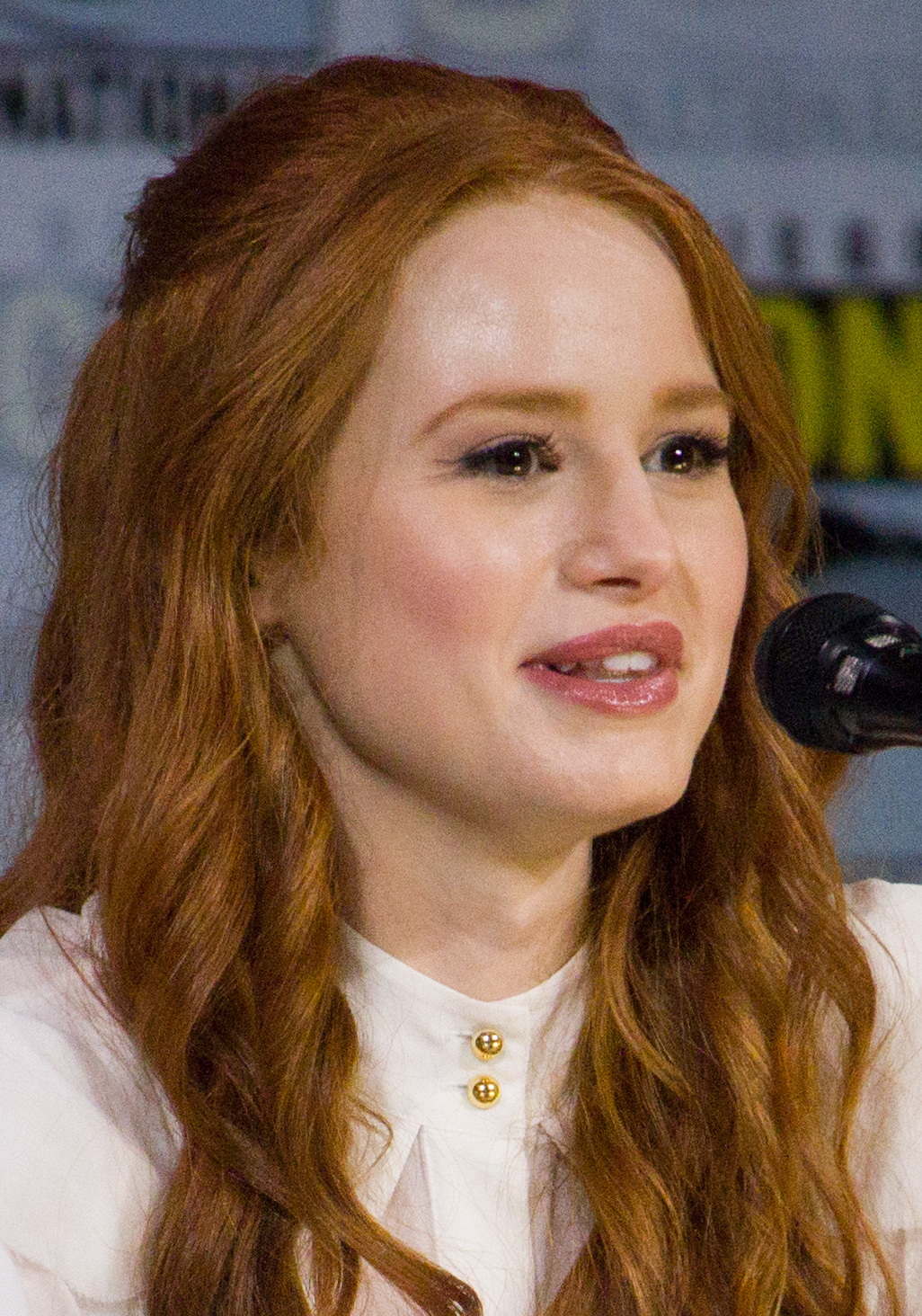
Madelaine Petsch
geboren in 1994

- 1587 - Virginia Dare, eerste Engelse kind dat werd geboren in de Nieuwe Wereld (overlijdensdatum onbekend)
- 1596 - Jean Bolland, Belgisch jezuïet en hagiograaf (overleden 1665)
- 1716 - Johan Maurits Mohr, predikant en astronoom (overleden 1775)
- 1750 - Antonio Salieri, Italiaans componist en dirigent (overleden 1825)
- 1774 - Meriwether Lewis, Amerikaans ontdekkingsreiziger (overleden 1809)
- 1830 - Frans Jozef I, Oostenrijks keizer (overleden 1916)
- 1849 - Benjamin Godard, Frans componist (overleden 1895)
- 1869 - Gustav Grade, Duits variétéartiest (overleden 1935)
- 1886 - Sylva Brébart, Belgisch voetballer (overleden 1943)
- 1896 - Jack Pickford, Canadees acteur (overleden 1933)
- 1898 - Clemente Biondetti, Italiaans autocoureur (overleden 1955)
- 1899 - Alfred Morpurgo, Surinaams journalist en politicus (overleden 1973)
- 1901 - Arne Borg, Zweeds zwemmer (overleden 1987)
- 1903 - Lucienne Boyer, Frans zangeres (overleden 1983)
- 1906 - Antonius Hanssen, Nederlands bisschop van Roermond (overleden 1958)
- 1908 - Edgar Faure, Frans politicus en premier van Frankrijk (overleden 1988)
- 1910 - Gerrit Keizer, Nederlands voetballer (overleden 1980)
- 1910 - Pál Turán, Hongaars wiskundige (overleden 1976)
- 1911 - Maria Ullfah Santoso, Indonesische activiste voor vrouwenrechten en onafhankelijkheid en politicus (overleden 1988)
- 1917 - Jan Hendrik Velema, Nederlands predikant, radiopresentator en omroepvoorzitter (overleden 2007)
- 1917 - Caspar Weinberger, Amerikaans advocaat en politicus (overleden 2006)
- 1918 - Piet Keijzer, Nederlands langebaan- en marathonschaatser (overleden 2008)
- 1920 - Shelley Winters, Amerikaans actrice (overleden 2006)
- 1922 - Nol Maassen, Nederlands ambtenaar en politicus (overleden 2009)
- 1923 - André Roosenburg, Nederlands voetballer (overleden 2002)
- 1925 - Brian Aldiss, Brits sf-auteur (overleden 2017)
- 1927 - Rosalynn Carter, Amerikaans presidentsvrouw (overleden 2023)
- 1927 - John Rhodes, Brits autocoureur
- 1929 - Theresia Vreugdenhil, Nederlands modeontwerpster (overleden 2012)
- 1930 - Agustín Ibarrola, Spaans schilder en beeldhouwer (overleden 2023)
- 1931 - Farouk Kaddoumi, Palestijns politicus (overleden 2024)
- 1931 - Hans van Mierlo, Nederlands politicus (overleden 2010)
- 1932 - Luc Montagnier, Frans viroloog en Nobelprijswinnaar (overleden 2022)
- 1933 - Roger Baens, Belgisch wielrenner (overleden 2020)
- 1933 - Just Fontaine, Frans voetballer (overleden 2023)
- 1933 - Roman Polański, Amerikaans regisseur en acteur
- 1933 - Tony Sandler, Belgisch-Amerikaans zanger
- 1934 - Ronnie Carroll, Brits zanger en entertainer (overleden 2015)
- 1934 - Michael May, Zwitsers autocoureur
- 1935 - Rafer Johnson, Amerikaans atleet (overleden 2020)
- 1935 - Joke de Korte, Nederlands zwemster
- 1936 - Robert Redford, Amerikaans acteur
- 1938 - Ivo Pauwels, Belgisch acteur (overleden 2023)
- 1938 - Allen Reynolds, Amerikaans songwriter en muziekproducer
- 1939 - Molly Bee, Amerikaans countryzangeres (overleden 2009)
- 1939 - Johnny Preston, Amerikaans zanger (overleden 2011)
- 1940 - Jan Weeteling, Nederlands zwemmer
- 1942 - Hans van Willigenburg, Nederlands televisiepresentator
- 1943 - Els Coppens-van de Rijt, Nederlands kunstschilder en schrijfster
- 1943 - Edwin Hawkins, Amerikaans r&b- en gospelpianist, -zanger, -songwriter, koorleider en producent (overleden 2018)
- 1943 - Manuela, Duits zangeres (overleden 2001)
- 1943 - Martin Mull, Amerikaans acteur, filmproducent en scenarioschrijver (overleden 2024)
- 1943 - Roberto Rosato, Italiaans voetballer (overleden 2010)
- 1943 - Carl Wayne, Brits zanger en acteur (overleden 2004)
- 1943 - Gianni Rivera, Italiaans voetballer
- 1944 - Oscar Brashear, Amerikaans jazzmuzikant (overleden 2023)
- 1944 - Michel Jager, Nederlands politicus (overleden 2023)
- 1944 - Volker Lechtenbrink, Duits acteur, regisseur en schlagerzanger (overleden 2021)
- 1944 - Karin Meerman, Nederlands actrice
- 1945 - Lenin el-Ramly, Egyptisch schrijver en regisseur (overleden 2020)
- 1947 - Vjatsjeslav Semjonov, Russisch voetballer (overleden 2022)
- 1949 - John O'Leary, Iers golfer (overleden 2020)
- 1951 - Mangkoenegara IX, vorst van Mangkoenegaran (overleden 2021)
- 1951 - Nanda van der Zee, Nederlands historica (overleden 2014)
- 1952 - Hans Leendertse, Nederlands acteur
- 1952 - Markus Meckel, Duits politicus
- 1952 - Patrick Swayze, Amerikaans acteur (overleden 2009)
- 1954 - Jan Peters, Nederlands voetballer
- 1955 - Gerard Nijboer, Nederlands atleet
- 1956 - Andy Pilgrim, Brits-Amerikaans autocoureur
- 1957 - Carole Bouquet, Frans actrice en fotomodel
- 1957 - Cor van Hout, Nederlands crimineel (overleden 2003)
- 1957 - Denis Leary, Amerikaans-Iers stand-upcomedian en acteur
- 1957 - Harald Schmidt, Duits acteur, cabaretier en presentator
- 1958 - Peter Toonen, Nederlands schrijver
- 1959 - Rik Daems, Belgisch politicus
- 1959 - Willy Lambregt (Willy Willy), Belgisch muzikant (overleden 2019)
- 1959 - Peter Meel, Nederlands historicus
- 1960 - Frits van Bindsbergen, Nederlands wielrenner
- 1962 - Carina Benninga, Nederlands hockeyster en hockeycoach
- 1962 - Felipe Calderón, president van Mexico
- 1962 - Hólger Quiñónez, Ecuadoraans voetballer
- 1962 - Niki Rüttimann, Zwitsers wielrenner
- 1962 - Jeroen Vullings, Nederlands literatuurcriticus
- 1963 - Luis Fajardo, Colombiaans voetballer
- 1963 - Düzgün Yildirim, Nederlands politicus van Turks-Koerdisch komaf
- 1965 - Céline van Balen, Nederlands fotografe (overleden 2023)
- 1965 - Paolo Casoli, Italiaans motorcoureur
- 1965 - Nils Rudolph, Duits zwemmer
- 1966 - Bert Cosemans, Vlaams acteur
- 1966 - Cees Lok, Nederlands voetbaltrainer
- 1968 - Arno Kantelberg, Nederlands journalist
- 1969 - Serge Baguet, Belgisch wielrenner (overleden 2017)
- 1969 - Oltion Luli, Albanees atleet
- 1969 - Masta Killa, Amerikaans rapper
- 1969 - Edward Norton, Amerikaans acteur
- 1969 - Christian Slater, Amerikaans acteur
- 1970 - Harald Rosenløw Eeg, Noors schrijver van kinderboeken en filmscripts
- 1970 - Alexander Stripunsky, Oekraïens-Amerikaans schaker
- 1970 - Cédric Vasseur, Frans wielrenner
- 1970 - Malcolm-Jamal Warner, Amerikaans acteur (overleden 2025)
- 1971 - Patrik Andersson, Zweeds voetballer
- 1971 - Aphex Twin, Brits muzikant en producer
- 1971 - Ben Keating, Amerikaans ondernemer en autocoureur
- 1971 - Marino Pusic, Bosnisch-Kroatisch voetballer en voetbaltrainer
- 1972 - Remco Dijkstra, Nederlands politicus
- 1973 - Gerald Roethof, Nederlands advocaat
- 1974 - Jong Song-ok, Noord-Koreaans marathonloopster
- 1975 - Jani Viander, Fins voetballer
- 1976 - Tom Malchow, Amerikaans zwemmer
- 1976 - Bryan Volpenhein, Amerikaans roeier
- 1977 - Andrij Deryzemlja, Oekraïens biatleet
- 1978 - Carles Castillejo, Spaans atleet
- 1978 - Jonathan Guilmette, Canadees shorttracker
- 1979 - Christine Amertil, Bahamaans sprintster
- 1979 - Stijn De Paepe, Belgisch dichter (overleden 2022)
- 1980 - Esteban Cambiasso, Argentijns voetballer
- 1980 - Choi Min-Ho, Zuid-Koreaans judoka
- 1980 - Bjorn Ruytinx, Belgisch voetballer
- 1980 - Emir Spahić, Bosnisch voetballer
- 1980 - Ferry van Vliet, Nederlands voetballer (overleden 2001)
- 1981 - Jan Frodeno, Duits triatleet
- 1981 - Nicolas Prost, Frans autocoureur
- 1981 - Memo Rojas, Mexicaans autocoureur
- 1982 - María Belén Simari Birkner, Argentijns skiester
- 1983 - Georgina Bardach, Argentijns zwemster
- 1983 - Anne Claes, Belgisch atlete
- 1983 - Laurien Hoos, Nederlands atlete
- 1983 - Mika, Libanees zanger
- 1984 - Sigourney Bandjar, Surinaams-Javaans voetballer
- 1984 - Robert Huth Duits voetballer
- 1985 - Inge Dekker, Nederlands zwemster
- 1985 - Bryan Ruiz, Costa Ricaans voetballer
- 1986 - Hendrik Feldwehr, Duits zwemmer
- 1986 - Mindaye Gishu, Ethiopisch atlete
- 1986 - Wouter olde Heuvel, Nederlands schaatser
- 1986 - Ingmar van Riel, Nederlands shorttracker
- 1986 - Natalja Zdebskaja, Oekraïens schaakster
- 1987 - Mika Boorem, Amerikaans actrice
- 1987 - Oliver Campos-Hull, Spaans autocoureur
- 1987 - Tyler McGill, Amerikaans zwemmer
- 1987 - Thomas Kvist, Deens wielrenner
- 1987 - Igor Sijsling, Nederlands tennisser
- 1987 - Yu Dan, Chinees schutter
- 1988 - Mauro Caviezel, Zwitsers alpineskiër
- 1988 - Lewin Nyatanga, Welsh voetballer
- 1989 - Alice McKennis, Amerikaans alpineskiester
- 1989 - Floris de Vries, Nederlands golfer
- 1989 - Tim Wallburger, Duits zwemmer
- 1990 - Clemens Schmid, Oostenrijks autocoureur
- 1991 - Vairis Leiboms, Lets bobsleeër
- 1991 - Brianna Rollins, Amerikaans atlete
- 1992 - Elizabeth Beisel, Amerikaans zwemster
- 1992 - Richard Lásik, Slowaaks voetballer
- 1992 - Joy Anna Thielemans, Belgisch actrice
- 1992 - Frances Bean Cobain, Amerikaans fotomodel en beeldend kunstenares
- 1994 - Krists Neilands, Lets wielrenner
- 1994 - Madelaine Petsch, Amerikaans actrice en youtuber
- 1997 - Manuela Giugliano, Italiaans voetbalster
- 1997 - Josephine Langford, Australisch actrice
- 1998 - Ozan Kökçü, Nederlands voetballer
- 2000 - Ida Marie Hagen, Noors noordse combinatieskiester
- 2001 - Chavanté, Nederlands rapper
- 2001 - Alexander Steen Olsen, Noors alpineskiër
- 2002 - Amar Dedić, Bosnisch voetballer
- 2002 - Bart Verbruggen, Nederlands voetballer
- 2003 - Youri Regeer, Nederlands voetballer
- 2004 - Mirre Knaven, Nederlands wielrenster
- 2006 - Summer McIntosh, Canadees zwemster
- 2006 - Guillaume De Mol, Belgisch basketballer

## Overleden

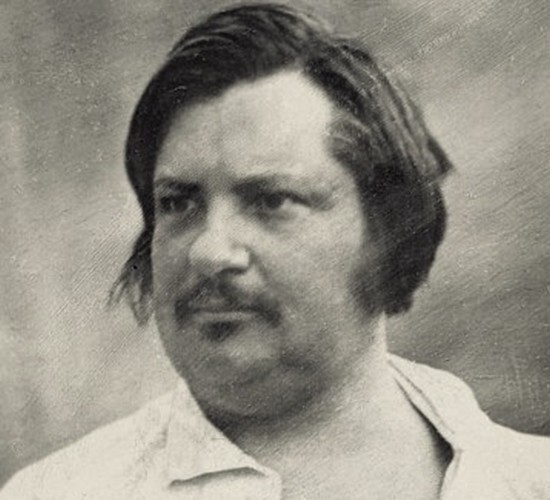
Honoré de Balzac
overleden in 1850

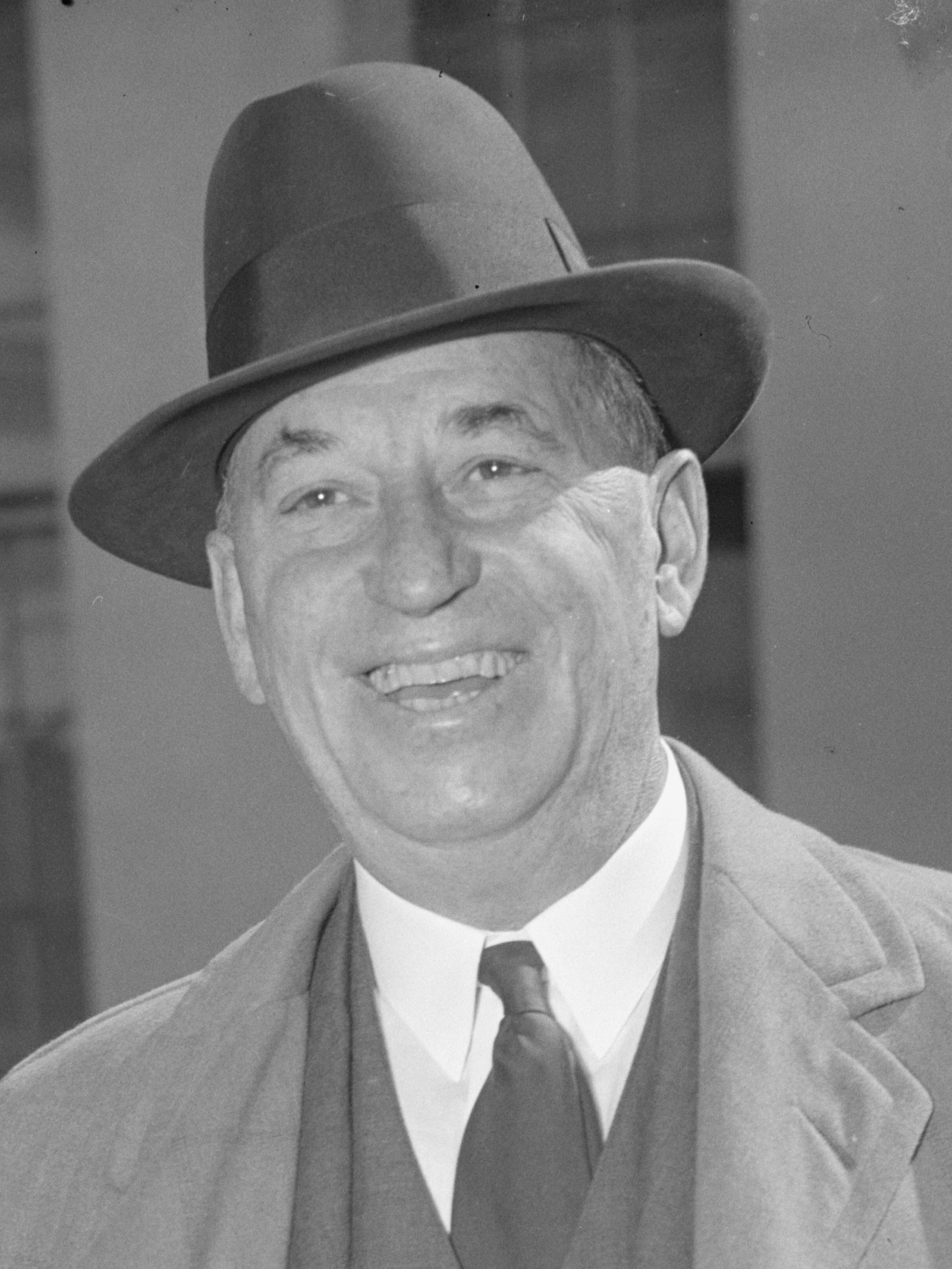
Walter Chrysler
overleden in 1940

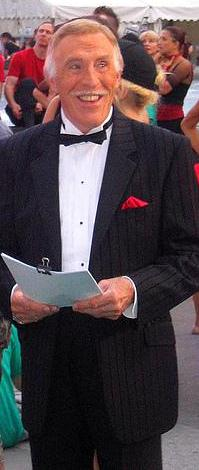
Bruce Forsyth
overleden in 2017

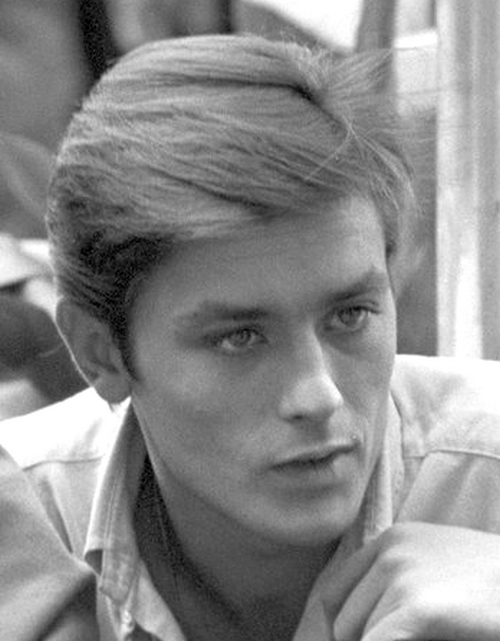
Alain Delon
overleden in 2024

- 274 - Agapitus van Palestrina,  Romeins martelaar en heilige
- 353 - Magnus Decentius, Romeins caesar (onderkeizer)
- 472 - Ricimer, Germaans generaal (magister militum)
- 1227 - Dzjengis Khan, Mongools leider
- 1304 - Willem van Gulik, proost van Sint-Servaas, bondgenoot van de Vlamingen in hun strijd tegen de Franse koning
- 1304 - Willem van Chalon, graaf van Auxerre
- 1503 - Alexander VI (72), paus van 1492 tot 1503
- 1513 - Johan II van Nassau-Beilstein, graaf van Nassau-Beilstein
- 1559 - Paulus IV (83), paus van 1555 tot 1559
- 1620 - Wanli (56), keizer van China
- 1627 - Willem van Nassau-LaLecq, militair en zoon van Maurits van Oranje
- 1642 - Guido Reni (66), Italiaans kunstschilder
- 1823 - André-Jacques Garnerin (54), Frans luchtvaartpionier
- 1849 - Walahfrid Strabo (ca. 41), Duits schrijver
- 1850 - Honoré de Balzac (51), Frans schrijver
- 1938 - Maurits Benjamin Mendes da Costa (87), Nederlands schrijver
- 1940 - Walter Chrysler (65), Amerikaans autofabrikant
- 1943 - Hans Jeschonnek (44), Duits generaal
- 1945 - Eric Rucker Eddison (62), Brits fantasy-schrijver
- 1946 - Georg Åberg (53), Zweeds atleet
- 1955 - George Rosenkrans (74), Amerikaans componist
- 1956 - Jan Ploeger (77), Nederlands worstelaar, gymnastiekleraar, trainer en sportbestuurder
- 1965 - Ben Stom (78), Nederlands voetballer
- 1966 - Isaäc Keesing jr. (80), Nederlands uitgever
- 1967 - Al Miller (60), Amerikaans autocoureur
- 1970 - Ernst Lemmer (72), Duits politicus
- 1973 - François Bonlieu (36), Frans alpineskiër
- 1973 - Alice Stevenson (112), oudste persoon ter wereld
- 1977 - Tibor Déry (82), Hongaars schrijver en dichter
- 1979 - Leo Vanackere (52), Belgisch politicus
- 1989 - Imre Németh (71), Hongaars atleet
- 1989 - Bert Oosterbosch (32), Nederlands wielrenner
- 1990 - Grethe Ingmann (52), Deens zangeres
- 1990 - Burrhus Skinner (86), Amerikaans psycholoog
- 1992 - Chris McCandless (24), Amerikaans avonturier
- 1999 - Alfred Bickel (81), Zwitsers voetballer en voetbaltrainer
- 2001 - Roland Cardon (72), Belgisch componist, dirigent en muziekpedagoog
- 2009 - Kim Dae-jung (83), Zuid-Koreaans politicus
- 2009 - Hugo Loetscher (79), Zwitsers schrijver
- 2010 - Carel Hugo van Bourbon-Parma (80), Spaans beoogd troonpretendent van Spanje
- 2010 - Harold Connolly (79), Amerikaans atleet
- 2011 - Charles Breijer (96), Nederlands (verzets)fotograaf
- 2011 - Jean Tabary (81), Frans striptekenaar
- 2012 - Piet Moeijes (63), Nederlands burgemeester en politicus
- 2012 - William Windom (88), Amerikaans acteur
- 2012 - Scott McKenzie (73), Amerikaanse zanger
- 2012 - Jesse Robredo (54), Filipijns politicus
- 2013 - Florin Cioabă (58), Roemeens Romaleider
- 2013 - Dezső Gyarmati (85), Hongaars waterpolospeler en -coach
- 2014 - Jean Nicolay (76), Belgisch voetbaldoelman
- 2015 - Bud Yorkin (89), Amerikaans regisseur, producent en acteur
- 2016 - Baby Dalupan (92), Filipijns basketballer en basketbalcoach
- 2016 - Jan Van Cauwelaert (102), Belgisch bisschop
- 2016 - Ernst Nolte (93), Duits historicus
- 2017 - Rudolf Bakker (87), Nederlands journalist en schrijver
- 2017 - Bruce Forsyth (89), Brits entertainer en presentator
- 2017 - Vicente Iturat (89), Spaans wielrenner
- 2018 - Kofi Annan (80), Ghanees oud secretaris-generaal van VN
- 2018 - Henk Wesseling (81), Nederlands historicus
- 2018 - Sies Wever (71), Nederlands voetballer
- 2019 - Kathleen Blanco (76), Amerikaans gouverneur
- 2019 - Robert Ouko (70), Keniaans atleet
- 2020 - Richard Biefnot (71), Belgisch politicus
- 2020 - Ben Cross (72), Brits acteur
- 2020 - Soeki Irodikromo (75), Surinaams kunstenaar
- 2020 - Jack Sherman (64), Amerikaans gitarist
- 2020 - Han Woerdman (77), Nederlands natuurkundige en hoogleraar
- 2021 - Jevgeni Svesjnikov (71), Russisch schaker en schrijver
- 2021 - Stephen Vizinczey (88), Hongaars-Canadees schrijver
- 2022 - Rolf Kühn (92), Duits jazzklarinettist, componist en orkestleider
- 2022 - Josephine Tewson (91), Brits actrice
- 2022 - Bruno Walrave (83), Nederlands gangmaker
- 2022 - Mohamed Ibrahim Warsame (79), Somalisch dichter en songwriter
- 2023 - Ray Hildebrand (82), Amerikaans muzikant
- 2024 - Alain Delon (88), Frans acteur
- 2024 - Franciszek Smuda (76), Pools voetbaltrainer
- 2025 - Herman Candries (93), Belgisch politicus, mediafiguur en militair

## Viering/herdenking
- Rooms-katholieke kalender:

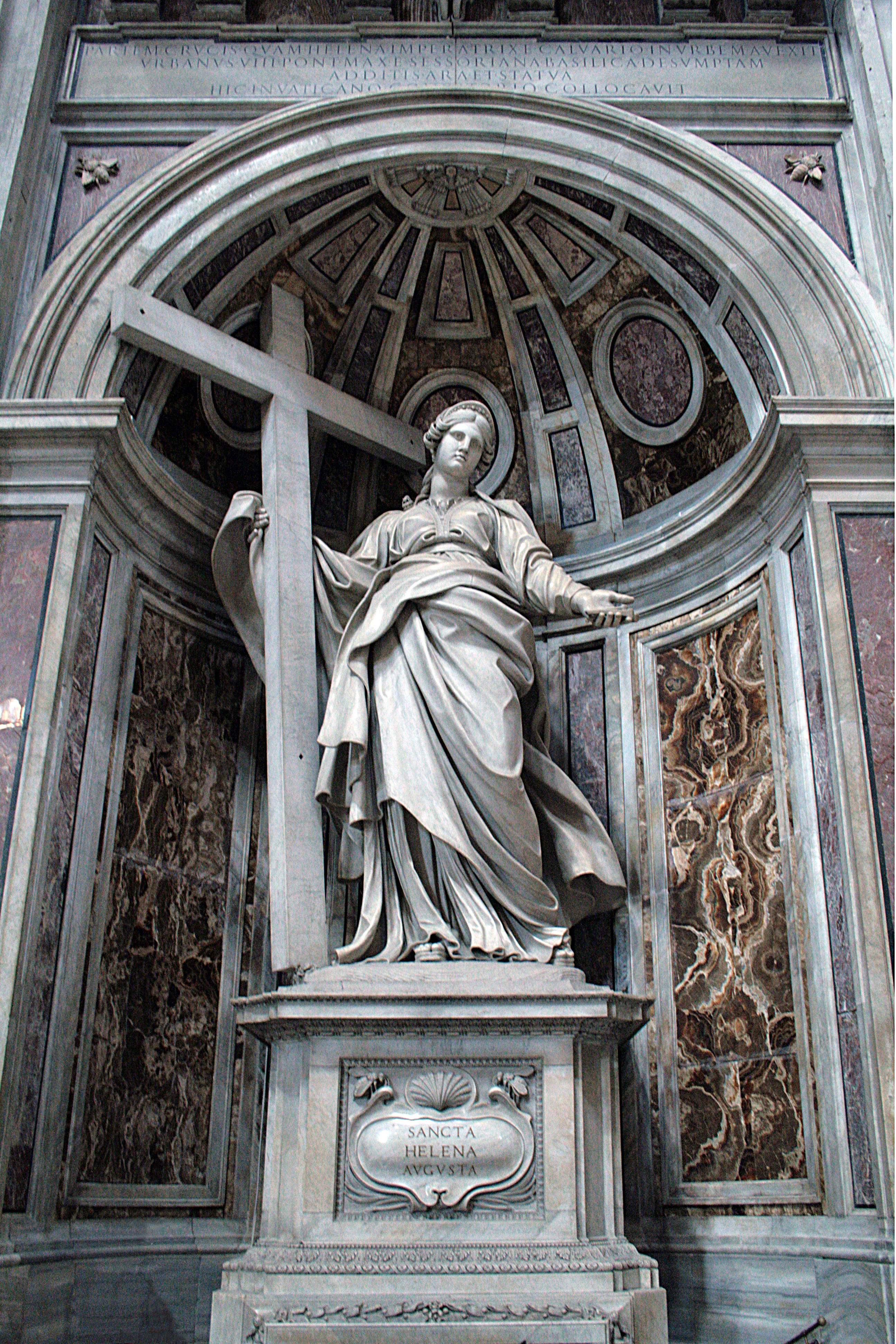
Beeld van de heilige Helena in Vaticaans Sint-Pietersbasiliek

  - Heilige Helena van Constantinopel († c. 330) Gedachtenis
  - Heiligen Florus en Laurus (van Illyrië) († c. 2e eeuw)
  - Heilige Alberto Hurtado Cruchaga († 1952) Gedachtenis in Chili
  - Heilige Agapitus (van Palestrina) († 274)
  - Zalige Theodorus van Celles († 1236)
- Oosters-orthodoxe kalender:
  - Heilige Arsenius van Paros († 1877)

## Weerextremen

### Nederland
| | Officiële records | Officiële records | Officiële records |      | Landelijke records | Landelijke records | Landelijke records                    |
| Gebeurtenis | Jaar              | Extreem           | Locatie           | Jaar | Extreem            | Locatie            |                                       |
| --- | ----------------- | ----------------- | ----------------- | ---- | ------------------ | ------------------ | ------------------------------------- |
| Laagste etmaalgemiddelde temperatuur (°C) | 1968              | 12,2              | De Bilt           |      | 1968               | 11,0               | Deelen                                |
| Hoogste etmaalgemiddelde temperatuur (°C) | 2012              | 24,1              | De Bilt           |      | 2012               | 26,8               | Maastricht                            |
| Laagste minimumtemperatuur (°C) | 1978              | 7,2               | De Bilt           |      | 1986               | 4,4                | Eelde                                 |
| Hoogste minimumtemperatuur (°C) | 1973, 2004        | 17,0              | De Bilt           |      | 2002 2012          | 20,6 20,6          | Vlieland Hoek van Holland             |
| Laagste maximumtemperatuur (°C) | 1904              | 15,5              | De Bilt           |      | 1963               | 14,3               | Maastricht                            |
| Hoogste maximumtemperatuur (°C) | 2012              | 32,0              | De Bilt           |      | 2012               | 35,5               | Ell                                   |
| Hoogste uurgemiddelde windsnelheid (m/s) | 1904              | 14,9              | De Bilt           |      | 1982               | 19,0               | IJmuiden                              |
| Hoogste windstoot (m/s) | 1956              | 21,6              | De Bilt           |      | 1999               | 33,0               | Hoek van Holland                      |
| Langste zonneschijnduur (uur) | 2016              | 13,2              | De Bilt           |      | 1959 2005 2016     | 13,5 13,5          | De Kooy Lauwersoog Hoogeveen, Twenthe |
| Langste neerslagduur (uur) | 1990              | 12,3              | De Bilt           |      | 1977               | 15,3               | Leeuwarden                            |
| Hoogste etmaalsom van de neerslag (mm) | 1946              | 34,2              | De Bilt           |      | 1999               | 39,0               | Hoek van Holland                      |
| Laagste etmaalgemiddelde relatieve vochtigheid (%) | 1921              | 51                | De Bilt           |      | 1947               | 40                 | Maastricht                            |
| Laagste uurwaarde luchtdruk op zeeniveau (hPa) | 1964              | 992,7             | De Bilt           |      | 1924               | 990,4              | De Kooy                               |
| Hoogste uurwaarde luchtdruk op zeeniveau (hPa) | 1959              | 1029,3            | De Bilt           |      | 1959               | 1029,7             | Leeuwarden                            |
| Officiële records worden altijd gemeten op het KNMI-weerstation in De Bilt. Landelijke records kunnen worden gemeten op elk officieel KNMI-weerstation in Nederland. |                   |                   |                   |      |                    |                    |                                       |

Uitzonderlijke gebeurtenissen
- 2012 - Eerste officiële tropische dag van het jaar (maximumtemperatuur ≥ 30 °C in De Bilt)

### België
Dagrecords
- 1844 - Laagste etmaalgemiddelde temperatuur 12,7 °C
- 1893 - Hoogste etmaalgemiddelde temperatuur 26,5 °C
- 1928 - Laagste minimumtemperatuur 7,9 °C
- 1893 - Hoogste maximumtemperatuur 33,1 °C
- 1935 - Hoogste etmaalsom van de neerslag 25,9 mm

Uitzonderlijke gebeurtenissen
- 2004 - Een tornado treft Muno (Florenville).
- 2011 - Een onweerszone zorgt lokaal voor schade. Kiewit (Hasselt) waar muziekfestival Pukkelpop aan de gang is wordt getroffen door een minutenlange valwind en een hoge regenintensiteit. Het zware weer kost aan vijf mensen het leven. In Geraardsbergen vallen hagelstenen zo groot als duiveneieren. De neerslaghoeveelheden lopen hoog op tot 70,1 mm in Leefdaal (Bertem).
- 2013 - Mettet wordt getroffen door een tornado en Hoei later door een andere tornado. In beide plaatsen ontstaat daardoor lichte schade.

<< · 1 · 2 · 3 · 4 · 5 · 6 · 7 · 8 · 9 · 10 · 11 · 12 · 13 · 14 · 15 · 16 · 17 · 18 · 19 · 20 · 21 · 22 · 23 · 24 · 25 · 26 · 27 · 28 · 29 · 30 · 31 · >>